# 早雲寺殿廿一箇條
早雲寺殿廿一箇條是日本戰國時代相模國的後北條氏制定的分國法。傳說是北條早雲制定。全21條構成，但是，成立年代不明。內容大部分是對主君的奉公、生活上的心得等。江戶時代之前不存在寫本等，所以，也有非北條早雲制定的說法。

## 關連條目
- 分國法